# Amaury Bier
Amaury Bier  (* 14. März 1930 in Rio de Janeiro) ist ein ehemaliger brasilianischer Diplomat.

## Leben
Amaury Bier studierte Rechts- und Sozialwissenschaft an der Universidade de São Paulo,
absolvierte den Curso de Preparação à Carreira de Diplomata des Instituto Rio-Branco und trat in den auswärtigen Dienst ein. Von 1959 bis 1961 war er Gesandtschaftssekretär dritter Klasse in Warschau. 1960 war er dort zeitweise Geschäftsträger. Von 1961 bis 1962 war er Gesandtschaftssekretär zweiter Klasse in Warschau. vom 29. Juni 1961 bis zum 14. April 1962 war er dort erneut Geschäftsträger. Vom 14. April 1962 bis 1964 war er Gesandtschaftssekretär zweiter Klasse in Washington, D.C. Von 1964 bis 1965 war er Geschäftsträger in Port-au-Prince. 1969 war er Gesandtschaftssekretär erster Klasse in Kensington, Maryland, Montgomery County. Von 1969 bis 1973 war er Bürovorsteher von Außenminister Mário Gibson Alves Barbosa.
1974 war er Assessor de Coordenação do Ministro de Estado (Assistent des Außenministers). Von 1974 bis 1977 war er Gesandtschaftssekretär am Büro der Vereinten Nationen in Genf und nahm an der Conference of the Committee on Disarmament teil. Vom 18. Oktober 1978 bis 1990 war er brasilianischer Botschafter in Westindien. Bis 1984 residierte er in Port of Spain (Trinidad und Tobago), dem Zentrum von Westindien aus der Zeit der Westindischen Föderation. 1985 verlegte er seinen Amtssitz nach Bridgetown (Barbados). Am 18. Oktober 1978 war er Geschäftsträger in Port of Spain und wurde zum außerordentlichen Botschafter und Ministre plénipotentiaire in Sondermission als Vertreter der brasilianischen Regierung zur Feier des Jahrestages der Unabhängigkeit von Trinidad und Tobago ernannt. Die Ernennung galt auch für die Feier der Unabhängigkeit von Dominica in Roseau. 1980 wurde er mit Sitz in Port of Spain zum Botschafter in Castries, St. Lucia und Kingstown, St. Vincent und die Grenadinen ernannt.

## Veröffentlichungen
- Trade Negotiations in 1973 — An Analysis of multilateral negotiations in GATT in 1973, in light of the results of UNCTAD III — Amaury Bier

| Vorgänger                   | Amt                                                                          | Nachfolger                         |
| --------------------------- | ---------------------------------------------------------------------------- | ---------------------------------- |
| Nelson Tabajara de Oliveira | brasilianischer Geschäftsträger in Warschau 29. Juni 1961 bis 14. April 1962 | Maury Gurgel Valente               |
| Nelson Tabajara de Oliveira | brasilianischer Geschäftsträger in Port-au-Prince 1964 bis 1965              | Roberto Jorge dos Guimarães Bastos |
| Dora Alendar de Vaconcellos | brasilianischer Botschafter in Port of Spain 19. Oktober 1978 bis 1984       | Octávio Luiz de Berenguer Cesar    |
| —                           | brasilianischer Botschafter in Bridgetown 1985 bis 1990                      | Evaldo José Cabral de Mello        |